# Ларрі Нівен
Лоуренс ван Котт Нівен (англ. Laurence van Cott Niven),  знаніший як Ларрі Нівен (англ. Larry Niven); *30 квітня 1938, Лос-Анджелес) — американський письменник-фантаст, славу здобув завдяки роману «Світ-кільце», що був відзначений нагородами Г'юґо, Неб'юла та Локус та романам-катастрофам у співавторстві з Джеррі Пурнеллом. Його роботи насамперед належать до жорсткої наукової фантастики з ідеями великої науки та теоретичної фізики, також часто містять елементи детективу та пригод. Нівен є лауреатом премії «Гросмейстер фантастики» за заслуги перед жанром (2014).
Значна частина творів написана у співавторстві.

## Біографія
Ларрі Нівен народився в Лос-Анджелесі, штат Каліфорнія. Деякий час він відвідував Каліфорнійський технологічний інститут. У 1962 році закінчив університет Вошберн, Топіка, штат Канзас, здобувши ступінь бакалавра мистецтв математики (з додатковим курсом психології). Випускну роботу захищав у Каліфорнійському університеті у Лос-Анджелесі. Після цього став професійним письменником.
6 вересня 1969 одружився з Мерилін Вісоваті, прихильницею наукової фантастики і романтичної літератури епохи регентства (1811-1820).

## Кар'єра
Його першим твором було оповідання «Найхолодніше місце» (1964), у якому цим місцем була темна сторона Меркурія. На момент написання вважалося, що Меркурій синхронно обертається навколо Сонця (те, що він обертається у резонансі 2:3, з'ясувалося після того, як Нівен вже отримав платню за твір, але він ще не був опублікований).

## Твори

### Відомий космос
Вигаданий всесвіт, описаний в романах і збірках оповідань. Друкується з грудня 1964. Згодом долучилися інші автори.
Першим твором серії є перше оповідання Нівена «Найхолодніше місце» (1964), у якому цим місцем була темна сторона Меркурія. На момент написання вважалося, що Меркурій синхронно обертається навколо Сонця (те, що він обертається у резонансі 2:3, з'ясувалося після того, як Нівен вже отримав платню за твір, але він ще не був опублікований).
У серії описано приблизно тисячоліття історії майбутнього — від перших досліджень Сонячної системи до колонізації найближчих зоряних систем. У пізніх творах серії відомими космосом називають бульбашку неправильної форми 60 світлових років у поперечнику.
У серії «відомими космосом» називають невелику ділянку Чумацького шляху, в центрі якого розміщена Земля.
Під час освоєння нових систем було встановлено контакти з іншими розумними видами.
Окремі твори описують події поза межами «відомого космосу», наприклад світ-кільце.
Спочатку серія складалася з двох часових проміжків — раннього (2000—2350) і пізнього (з 2651).
У ранньому періоді описано колонізацію Сонячної системи і польоти космічних кораблів на швидкості меншій за світлову з використанням ядерного синтезу і міжзоряного двигуна Бассарда. У пізньому періоді використовуються кораблі з надсвітловою швидкістю у гіперпросторі.
Нівен непрямо поєднав обидва періоди у оповіданні «Залишок імперії» (англ. A Relic of the Empire, грудень 1966), використавши тлом елементи цивілізації трінтів з раннього періоду як сюжет у надсвітловому оточенні.
У кінці 1980-их після тривалої перерви Нівен у співавторстві почав заповнювати часовий проміжок у серії оповіданнями про війни людей проти кзінів.

### Світ-Кільце
Одна з найвідоміших книг розповідає про величезне рукотворне кільце навколо зірки, розміром приблизно з орбіту Землі, на внутрішньому боці якого створено придатні для життя умови. Науково-фантастичний роман опублікований 1970 року. Книга здобула премію Неб'юла 1970 року, а також премії Г'юго і Локус 1971 року
Серія з чотирьох романів входить до більшого циклу — «Відомий космос».

### Мошка у зіниці Господа
Роман написано спільно з Джеррі Пурнеллом, опубліковано 1974 і його вважають найкращим, хоча й менш відомим ніж Світ-Кільце. Твір номінували на премії Г'юго, Неб'юла і Локус.
Розповідь про перший контакт. За тисячоліття у майбутньому людство колонізувало сотні зоряних систем і не виявило жодної ознаки розумного життя. Біля віддаленої зірки Мошка зонд виявив життя. Мошкити — давній розвинений вид з цікавою структурою суспільства.
Твір належить до вигаданого всесвіту «Співволодіння» (CoDominium), заснованого Пурнеллом. Згодом автори написали кілька продовжень.

### Молот Люцифера
Нівен і Пурнелл спільно написали постапокаліптичний твір, опублікований 1977. Номінація Хʼюґо, 1978.
Роман описує події після зіткнення комети Молот Люцифера з Землею, що спричинило землетруси, цунамі, виверження вулканів та інші катастрофи. Після спадання хвилі катастроф рештки Китаю запустили ядерні ракети у рештки СРСР, що погіршило ситуацію. Більша частина твору описує виживання кількох осіб і занепад людства, яке вціліло після усіх катастроф.

### Спадщина Георота
1987 надрукована перша книга серії Георот, співавтори Стівен Барнс і Джеррі Пурнелл.
Твір описує політ корабля колоністів для заселення планети біля Тау Кита. Після прокидання від анабіозу екіпаж виявив, що сто років польоту при зниженій температурі зробили усіх дурнішими, тому усе на планеті становить для них небезпеку. Людям довелося довго боротися з місцевою особливо агресивною фауною. У книзі чудово зображено використання науки для подолання проблем і покращення життя.
Згодом Нівен написав дві книги у цьому всесвіті.

### Єднальні дерева
1984 надруковано твір у якому подано неймовірний всесвіт і незвичайну культуру, існування яких подано в логічному обґрунтуванні.
Книга описує цивілізацію постлюдей на атмосферному кільці навколо нейтронної зірки. Не існує верху і низу, відсутня гравітація, нема твердої поверхні. Існують тварини, здатні бачити і літати у всіх напрямах, вільно літають величезні кулі води. Величезні "дерева" виростають на тисячі кілометрів. Також є лиховісний ШІ у покинутому кораблі.
Роман є частиною всесвіту "Держава", спільно з двома іншими книгами.

## Стиль
У творах використовуються наукові принципи, навколо яких будується сюжет і вигаданий світ. Часто ідеї і їхнє виконання потужніші за персонажів і сюжет. Нівен подає складні технічні питання у легкій для сприйняття формі.
Хоча Нівен опрацював майже усі значні ідеї, він продовжує впливати на письменників-фантастів. Сучасні письменники зазначають важливий вплив творчості Нівена на їхні твори.